# Westelijke jagers-verzamelaars

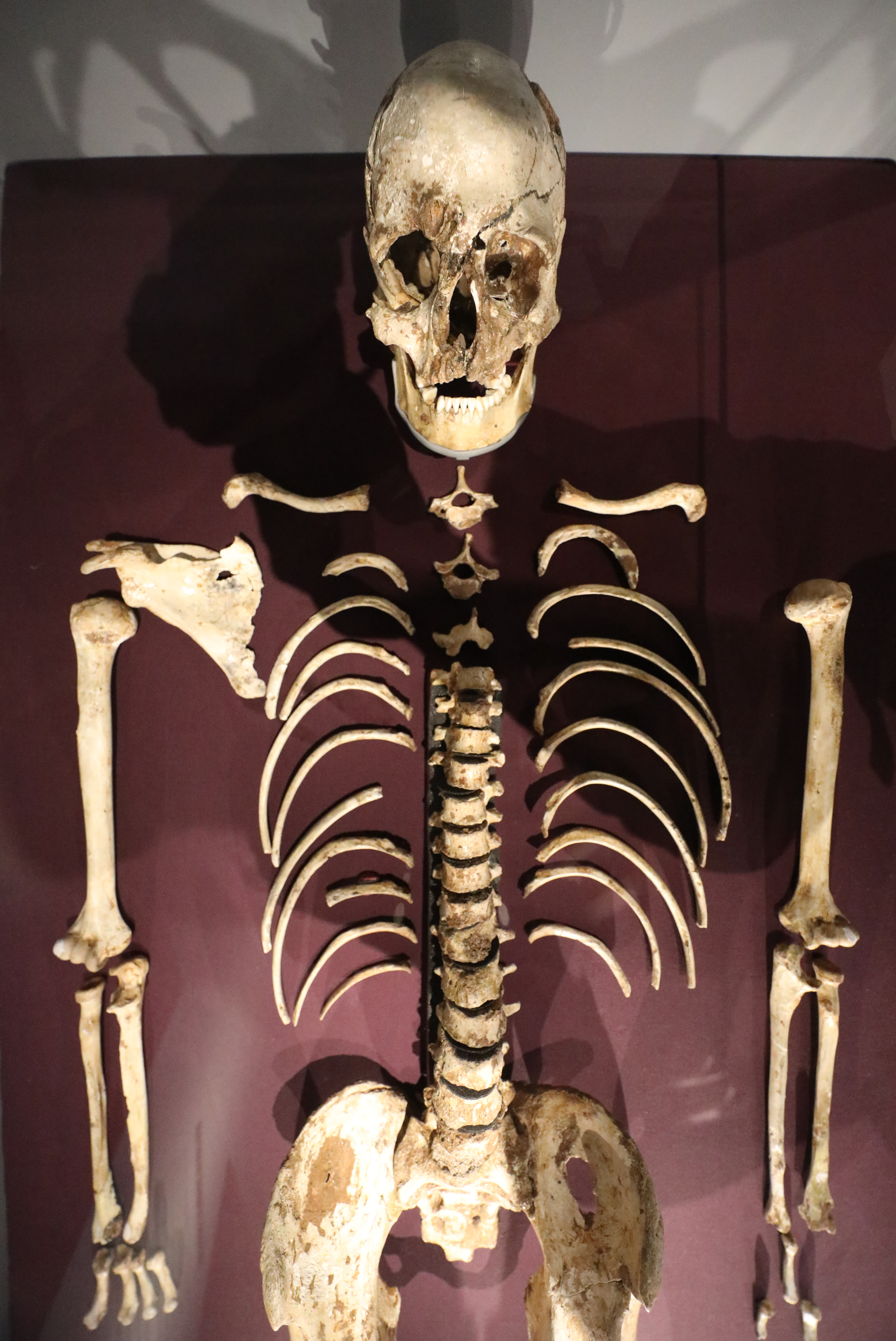
De Cheddarman, gevonden in Groot-Brittannië, had een genotype dat leek op dat van andere westelijke jagers-verzamelaars.

De westelijke jagers-verzamelaars (Engels: Western Hunter-Gatherers, WHG, ook bekend als West-Europese jagers-verzamelaars of het Oberkassel-cluster; c. 15.000-5.000 BP) zijn in de archeogenetica een specifiek voorouderlijk component van de moderne Europeanen. De westelijke jagers-verzamelaars stamden af van een populatie jagers-verzamelaars uit het mesolithicum die zich na de terugtrekking van de ijskap van het Laatste Glaciale Maximum verspreidden over West-, Zuid- en Centraal-Europa, van de Britse Eilanden in het westen tot de Karpaten in het oosten. Ze zijn nauw verbonden en worden soms beschouwd als synoniem met de Villabruna-cluster, vernoemd naar het exemplaar uit de Ripari Villabruna-grot in Italië, dat grotendeels voorouderlijk was aan latere WHG-populaties.
De meeste moderne Europeanen kunnen worden gezien als een mengeling van westelijke jagers-verzamelaars, vroege Europese landbouwers (early European farmers, EEF) en westelijke steppeherders (western steppe herders, WSH) uit de Pontisch-Kaspische Steppe. De westelijke jagers-verzamelaars droegen ook bij aan de afstamming van andere oude groepen, zoals de vroege Europese landbouwers, die echter grotendeels van Anatolische afkomst waren. 

## Samenvatting

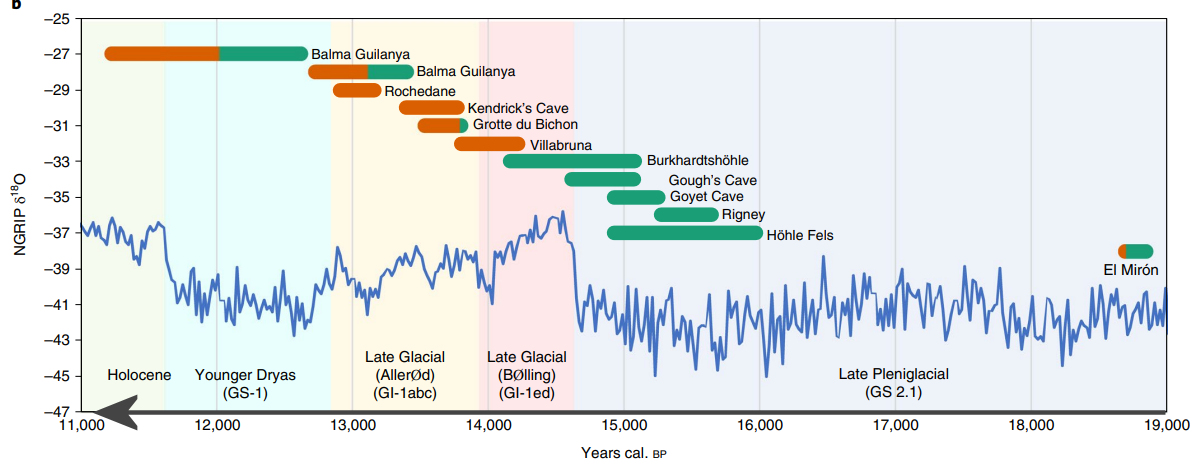
Overgang van Magdalénien Goyet-afstamming (groen, Goyet Q2) naar westelijke jagers-verzamelaars (WHG) Villabruna-afkomst (oranje) op Europese locaties, volgens de tijdlijn en de klimaatontwikkeling

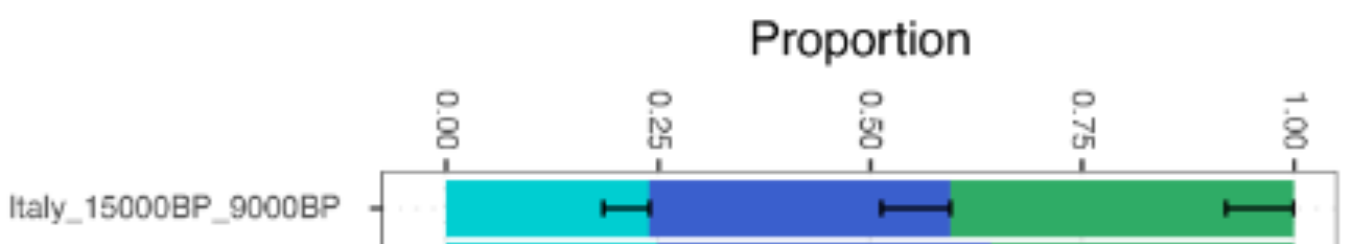
Autosomaal DNA van mesolithische jagers-verzamelaars in Italië: Oost-Europees, Siberisch en laatpaleolithisch Kaukasisch.

De WHG waren nauwer verwandt met oude en moderne volkeren in West-Azië en de Kaukasus dan eerdere Europese jagers-verzamelaars uit het laatste interstadiaal. Hun precieze relaties met andere groepen zijn enigszins duister, met de oorsprong van de Villabruna-cluster waarschijnlijk ergens in de buurt van de Balkan. De Villabruna-cluster, die geassocieerd wordt met het Epigravettien en verwante archeologische culturen, had zich ongeveer 19.000 BP uitgebreid naar de Italiaanse en Iberische schiereilanden, waarna de WHG-cluster zich vervolgens rond 14-12.000 BP over West-Europa uitbreidde, grotendeels de Magdalénien-volkeren die voorheen de regio domineerden vervangend. Deze Magdalénien-volkeren stamden grotendeels af van eerdere West-Europese cro-magnon-groepen die voor 30.000 BP in de regio waren aangekomen, vóór het laatste Glaciale Maximum.
de WHG vormden een van de belangrijkste genetische groepen in de postglaciale periode van Europa, samen met de oostelijke jagers-verzamelaars (eastern hunter-gatherers, EHG) in Oost-Europa. De grens tussen de WHG en EHG liep ruwweg van de benedenloop van de Donau, noordwaarts langs de westelijke bossen van de Dnjepr richting de Oostzee. De EHG bestonden voornamelijk uit een mengsel van WHG-gerelateerde en oud Noord-Euraziatische (ancient North Eurasian, ANE) voorouders. Scandinavië werd bewoond door de Scandinavische jagers-verzamelaars (Scandinavian hunter-gatherers, SHG's), die een vermenging waren van WHG en EHG. Op het Iberisch Schiereiland bestonden de mesolithishche jagers-verzamelaars uit een vermenging van WHG en Magdalénien-cro-magnon (Goyet-Q2)-voorouders. Ooit de dominante bevolking in heel Europa, werden de WHG tijdens het vroege Europese neolithicum grotendeels vervangen door opeenvolgende expansies van vroege Europese landbouwers (early European farmers, EEF's) van Anatolische oorsprong, die over het algemeen een kleine hoeveelheid WHG-afkomst met zich meebrachten vanwege vermenging met WHG-groepen tijdens hun Europese expansie. Onder hedendaagse populaties komt WHG-afkomst het meest voor bij populaties in de oostelijke Baltische regio (Estland en Letland). Met de neolithische expansie gingen de EEF de genenpoel in de meeste delen van Europa domineren, hoewel de WHG-afkomst in West-Europa een opleving kende in het midden-neolithicum. 
De WHG misten de genen voor een lichte huid die we bij moderne Europeanen aantreffen, en er is gesuggereerd dat ze een donkere huid hadden en lichtgekleurde ogen.

## Oorsprong en verspreiding

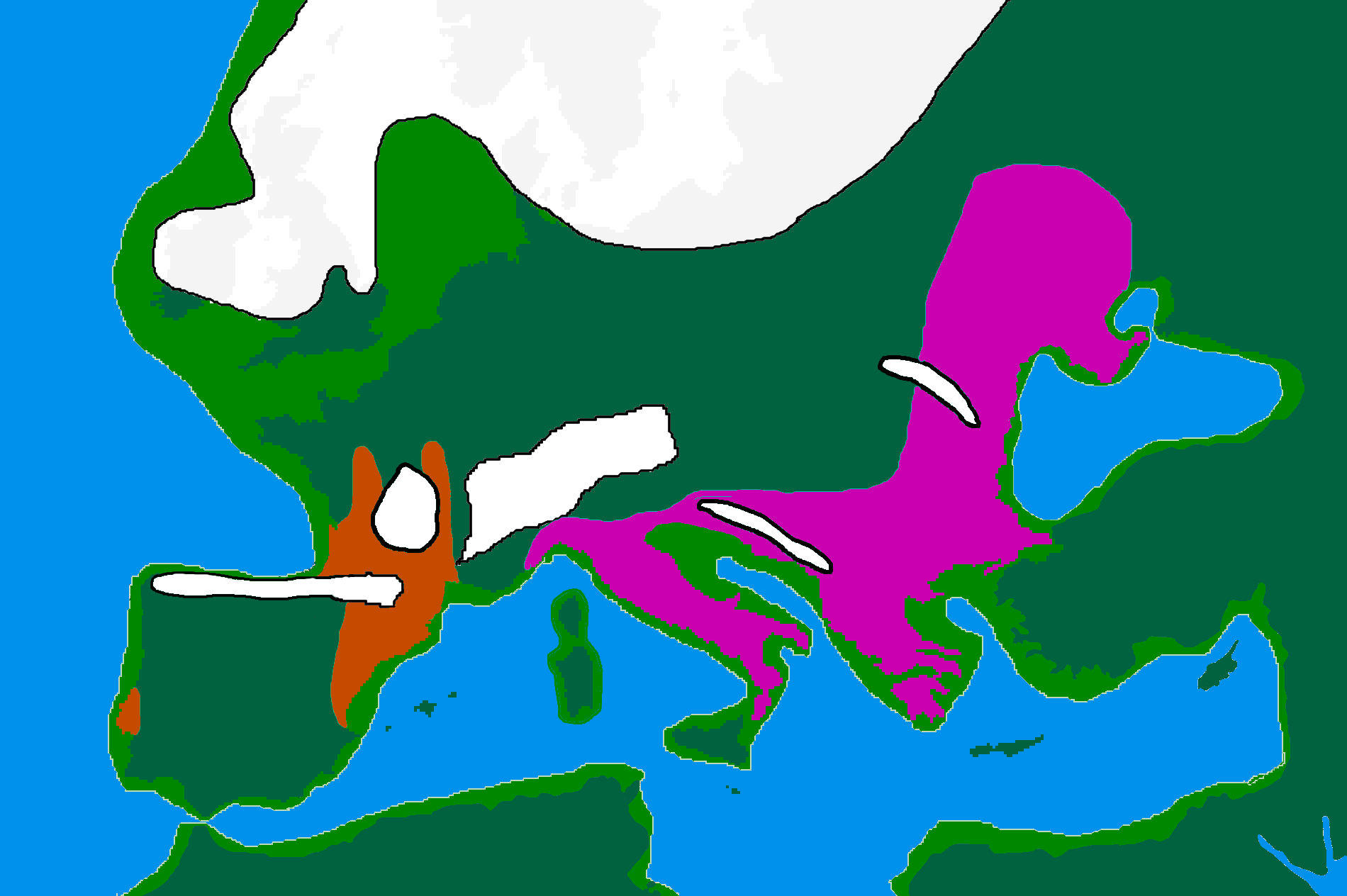
refugia tijdens het laatste Glaciale Maximum, c. 20.000 BP

De WHG vertegenwoordigden een grote bevolkingsverschuiving in Europa aan het einde van de laatste ijstijd, waarschijnlijk door een bevolkingsexpansie vanuit refugia uit Zuidoost-Europa of West-Azië. Er wordt gedacht dat hun voorouders zich rond 40.000 BP afscheidden van de oude Oost-Euraziaten, en vóór 24.000 BP van de oude Noord-Euraziaten (de geschatte datering van de jongen van Malta). Deze datum werd door de vondsten van de Jana-site verder terug in de tijd geplaatst naar ongeveer 38.000 BP, kort na de divergentie van de West-Euraziatische en Oost-Euraziatische lijnen. Vallini et al. (2022) betoogt dat de verspreidings- en splitsingspatronen van de West-Euraziatische lijnen niet vroeger waren dan ca. 38.000 BP, en dat oudere individuen uit het initieel laatpaleolithicum van Europa, zoals die gevonden in de grotten Zlaty Kun, Peștera cu Oase en Batsjo Kiro, niet direct gerelateerd waren aan de westelijke jagers-verzamelaars, maar dichter bij de oude Oost-Euraziaten stonden of basaal waren voor beide. 
Een onderzoek uit 2022 stelde voor dat de WHG/Villabruna-populatie zich rond 26.000 BP afsplitste van jagers-verzamelaars in West-Azië en de Kaukasus, tijdens het laatste Glaciale Maximum. WHG-genomen vertonen een grotere verwandschap met oude en moderne West-Aziatische populaties dan met eerdere laatpaleolithische Europeanen zoals de Gravettien-mensen. De affiniteit met oude West-Aziatische populaties nam in Europa na het laatste Glaciale Maximum toe, wat correleert met de expansie van WHG (Villabruna of Oberkassel)-voorouders. Er is ook bewijs voor tweerichtings-genenstromen tussen de WHG en West-Aziatische populaties eerder dan 15.000 BP. WHG-geassocieerde resten behoorden voornamelijk tot de Y-chromosoom haplogroepen I-M170 met een lagere frequentie van C-F3393 (specifiek de clade C-V20/C1a2), die algemeen werd gevonden onder oudere paleolithische Europese individuen zoals Kostjonki-14 en Soengir. De vaderlijke haplogroep C-V20 kan nog steeds worden gevonden bij mannen in het huidige Spanje, wat getuigt van de langdurige aanwezigheid van deze afstammingslijn in West-Europa. De Villabruna-cluster droeg ook de Y-haplogroep R1b (R1b-L754), afgeleid van de oude Noord-Euraziatische haplogroep R*, wat duidt op een vroege link tussen Europa en de westelijke rand van de steppegordel van Eurazië. Hun mitochondriale chromosomen behoorden voornamelijk tot haplogroep U5. Uit een onderzoek uit 2023 bleek dat de Villabruna-cluster ontstond door een vermenging in ongeveer gelijke delen van een divergente West-Euraziatische afkomst met een West-Euraziatische afkomst die nauw verwant was aan het 35.000 jaar oude BK1653-individu uit de Batsjo Kirogrot in Bulgarije, waarbij deze aan BK1653 gerelateerde voorouder ook in significante mate (~59%) voorouderlijk was aan de Věstonice-cluster die kenmerkend was voor de cro-magnon-groepen die het Oost-Gravettien (Pavlovien) produceerden (die echter een extra afkomst hebben waardoor ze niet de directe voorouders kunnen zijn van de Villabruna-cluster), wat een gedeelde voorouder in de Balkanregio kan weerspiegelen. 
Een ander genetisch onderzoek modelleert hen als een mix van laatpaleolithische jagers-verzamelaars uit de Kaukasus, Europa en Siberië. 
De vroegst bekende individuen van overwegend WHG/Villabruna-afkomst in Europa zijn bekend uit Italië en dateren van ongeveer 17.000 BP, hoewel een individu uit de El Mirón-grot in Noord-Spanje met 43% Villabruna-afkomst bekend is uit 19.000 BP. Hoewel niet bevestigd, was de Villabruna-cluster waarschijnlijk eerder aanwezig in de Balkanregio dan elders in Zuid-Europa. Vroege WHG/Villabruna-populaties worden geassocieerd met het Epigravettien, die ongeveer 14.000 BP grotendeels de populaties verving die geassocieerd werden met het Magdalénien (de Magdalénien-geassocieerde Goyet-Q2-cluster stamde voornamelijk af van de eerdere Solutréen en westelijke Gravettien-groepen in Frankrijk en Spanje). Een onderzoek uit 2023 vond dat, relatief ten opzichte van eerdere West-Europese cro-magnon-populaties zoals de Gravettien-mensen, het Magdalénien-geassocieerde Goyet-Q2-cluster een significante (~30%) Villabruna-afkomst droeg, zelfs vóór de grote expansie van WHG-gerelateerde groepen ten noorden van de Alpen. Dit onderzoek vond ook dat, relatief ten opzichte van eerdere leden van het Villabruna-cluster uit Italië, WHG-gerelateerde groepen die rond 14.000 BP ten noorden van de Alpen verschenen, ongeveer 25% afstamming droegen van het Goyet-Q2 cluster (of alternatief 10% van het westelijke Gravettien-geassocieerde Fournol-cluster). Dit artikel stelde voor dat de WHG het Oberkassel-cluster zou moeten worden genoemd, naar een van de oudste WHG-individuen die ten noorden van de Alpen zijn gevonden. Het onderzoek suggereert dat de Oberkassel-afstamming grotendeels al was gevormd vóór de uitbreiding, mogelijk vanaf de westkant van de Alpen, naar West- en Centraal-Europa en Groot-Brittannië, waar de bemonsterde WHG-individuen genetisch homogeen zijn. Dit staat in contrast met de komst van Villabruna- en Oberkassel-voorouders naar Iberië, waarbij herhaaldelijke vermengingen met lokale populaties met hoge niveaus van Goyet-Q2-voorouders een rol lijken te hebben gespeeld. Dit, en het voortbestaan van specifieke Y-DNA-haplogroep C1-clades die eerder werden waargenomen onder vroege Europese jagers-verzamelaars, suggereert een relatief hogere genetische continuïteit in Zuidwest-Europa gedurende deze periode. 

## Interactie met andere populaties
Er werd ook vastgesteld dat de de WHG-lijn bijdroeg aan populaties aan de grenzen van Europa, zoals de vroege Anatolische landbouwers en oude Noordwest-Afrikanen, en aan andere Europese groepen zoals oostelijke jagers-verzamelaars (EHG). De relatie van de WHG tot de EHG blijft onduidelijk. De EHG worden gemodelleerd om verschillende graden van voorouders af te leiden van een WHG-gerelateerde afstammingslijn, variërend van slechts 25% tot wel 91%, waarbij de rest gekoppeld is aan een genenstroom van laatpaleolithische Siberiërs (ANE) en mogelijk Kaukasische jagers-verzamelaars. Een andere afstammingslijn, bekend als de Scandinavische jagers-verzamelaars (SHG), bleek een mix te zijn van EHG en WHG. 
Op het Iberisch Schiereiland bestonden de jagers-verzamelaars uit het vroege Holoceen uit een mengeling van WHG en Magdalénien-cro-magnon (Goyet-Q2)-voorouders. 
Mensen van de mesolithische Kundacultuur en de Narvacultuur van de oostelijke Baltische regio waren een mix van WHG en EHG, met de grootste verwantschap met WHG. Individuen uit het Oekraïense mesolithicum en neolithicum bleken dicht bij elkaar te liggen tussen WHG en EHG, wat duidt op genetische continuïteit aan de Dnjepr gedurende 4000 jaar. De Oekraïense individuen behoorden uitsluitend tot de maternale haplogroep U, die in ongeveer 80% van alle Europese jagers-verzamelaarsmonsters wordt aangetroffen. 
De mensen van de Kamkeramiekcultuur aan de oostelijke Oostzee waren nauw verwant aan de EHG. In tegenstelling tot de meeste WHG ontvingen de WHG van de oostelijke Oostzee tijdens het neolithicum geen vroege Europese landbouwersmengeling. De moderne populaties van Estland en Letland herbergen daardoor een grotere hoeveelheid WHG-voorouders dan enige andere populatie in Europa. 
Er is vastgesteld dat de Scandinavische jagers-verzamelaars (SHG) een mix bevatten van WHG-componenten die waarschijnlijk vanuit het zuiden naar Scandinavië waren gemigreerd, en EHG die later vanuit het noordoosten langs de Noorse kust waren gemigreerd. Deze hypothese wordt ondersteund door bewijs dat SHG uit West- en Noord-Scandinavië minder WHG-voorouders hadden (ca. 51%) dan individuen uit Oost-Scandinavië (ca. 62%). Van de de WHG die Scandinavië binnenkwamen, wordt aangenomen dat ze tot de Ahrensburgcultuur behoorden. De EHG en WHG vertoonden lagere allelfrequenties van SLC45A2 en SLC24A5, die een lichtere huidskleur veroorzaken, en OCA/Herc2, die een lichte oogkleur veroorzaakt, dan de SHG. 
Het DNA van 11 WHG uit het laatpaleolithicum en mesolithicum in West-Europa, Centraal-Europa en de Balkan werd geanalyseerd met betrekking tot hun Y-DNA- en mtDNA-haplogroepen. De analyse suggereerde dat de WHG gedurende meer dan 6000 jaar wijdverspreid waren van de Atlantische kust in het westen tot Sicilië in het zuiden en de Balkan in het zuidoosten. 
37 monsters werden verzameld uit het mesolithische en neolithische Oekraïne (11.500-8000 BP). Deze bleken intermediair te zijn tussen EHG en SHG, hoewel de WHG-afkomst in deze populatie toenam tijdens het neolithicum. De onderzochte Y-DNA-monsters van deze individuen behoorden uitsluitend tot R-haplotypen (met name subclades van R1b1) en I- haplotypen (met name subclades van I2). Het mitochondriaal DNA behoorde bijna uitsluitend tot U (met name subclades van U5 en U4). 
Een groot aantal individuen van de Zvejnieki-begraafplaats, die grotendeels behoorden tot de Kundacultuur en Narvacultuur in de oostelijke Baltische regio, werd geanalyseerd. Deze individuen waren in de eerdere fasen meestal van WHG-afkomst, maar na verloop van tijd werd EHG-afkomst overheersend. Het Y-DNA van deze site behoorde bijna uitsluitend tot haplotypen R1b1a1a en I2a1. Het mtDNA behoorde uitsluitend tot haplogroep U (met name subclades van U2, U4 en U5). 
40 individuen van drie sites uit het IJzeren Poort-mesolithicum op de Balkan werden ook geanalyseerd. Deze individuen werden geschat op 85% WHG- en 15% EHG-afkomst. De mannen op deze vindplaatsen droegen uitsluitend haplogroep R1b1a en I (voornamelijk subclades van I2a) haplotypes. Mitochondriaal DNA behoorde grotendeels tot U (vooral subclades van U5 en U4). Mensen uit het Balkan-neolithicum bleken voor 98% een Anatolische afkomst te hebben en voor 2% een WHG-afkomst. In de kopertijd werd bij de Cucutenicultuur voor ongeveer 20% een jagers-verzamelaarsafkomst gevonden welke tussen EHG en WHG in lag. Mensen uit de Kogelamforacultuur bleken voor ongeveer 25% WHG-afkomst te hebben, wat aanzienlijk hoger was dan de groepen uit het midden-neolithicum van Centraal-Europa. 

## Vervanging door neolithische landbouwers

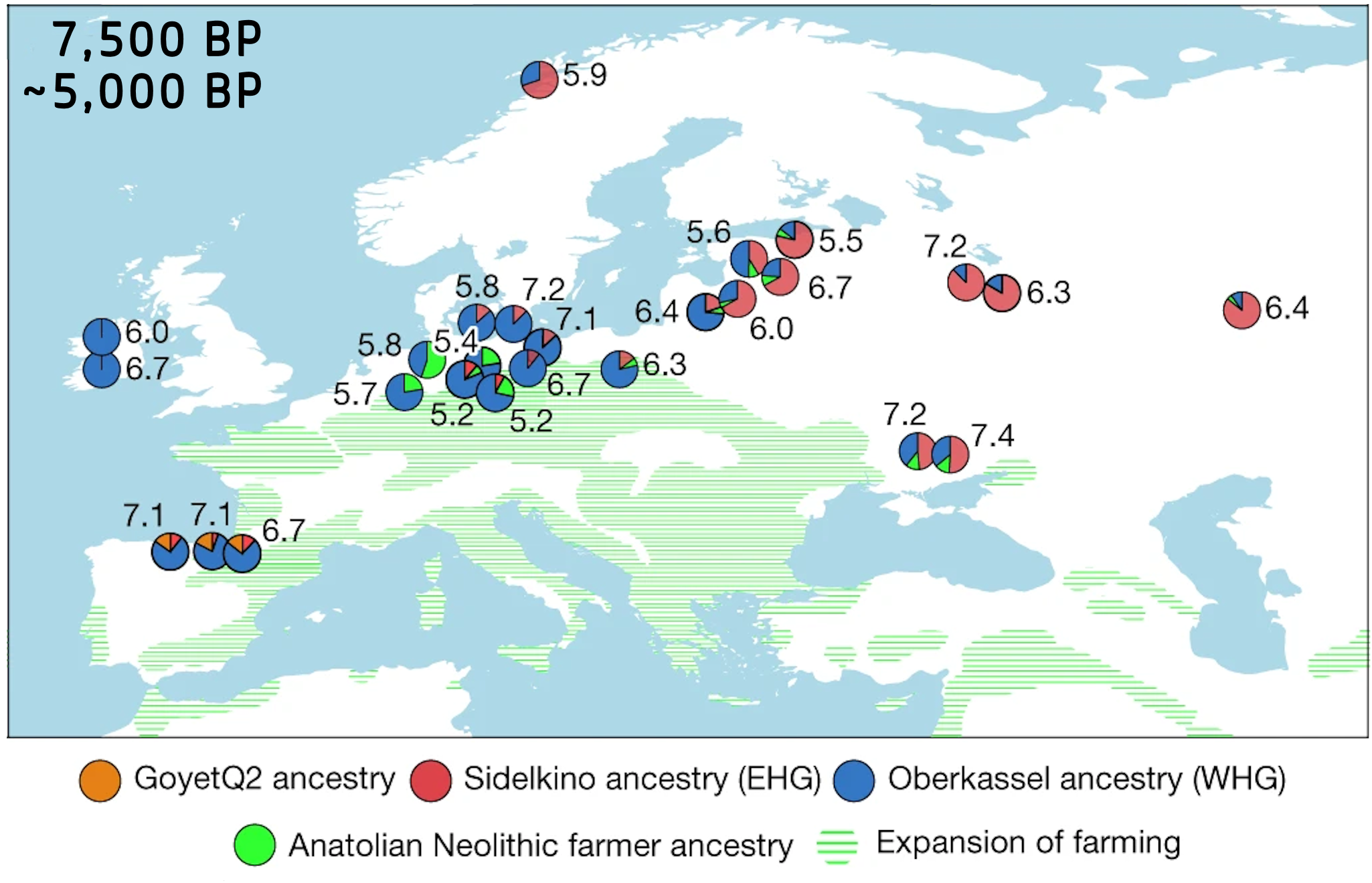
Residu genetische afkomst van Europese jagers-verzamelaars tijdens het Europese neolithicum, tussen 7.500 en 5.000 BP (c. 5.500-3.000 v.Chr.)

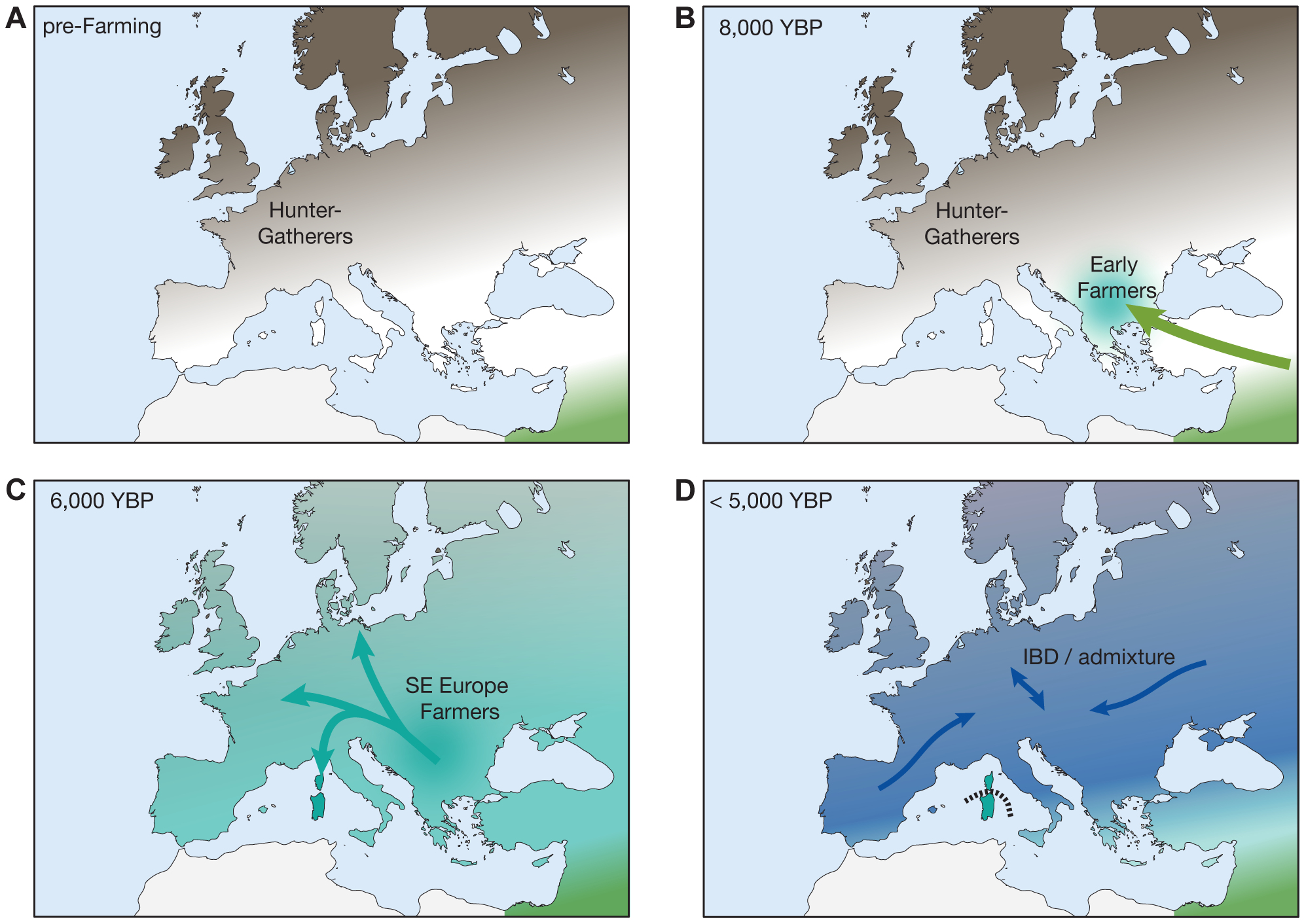
Vereenvoudigd model voor de demografische geschiedenis van Europa tijdens het neolithicum

Een onderzoek uit 2014 identificeerde voor het eerst de bijdrage van drie hoofdcomponenten aan de moderne Europese afstamming: de westelijke jagers-verzamelaars (WHG, in verhoudingen tot 50% bij Noord-Europeanen), de oude Noord-Euraziaten (ANE, Siberiërs uit het laatpaleolithicum, later geassocieerd met de latere Indo-Europese expansie, aanwezig in verhoudingen tot 20%), en ten slotte de vroege Europese landbouwers (EEF, landbouwers van voornamelijk Anatolische oorsprong die rond 8000 BP naar Europa migreerden, nu aanwezig in verhoudingen van ongeveer 30% in de Baltische regio tot ongeveer 90% in het Middellandse Zeegebied). 
Uit dit onderzoek uit 2014 bleek dat er in heel Europa sprake was van genetische vermenging tussen WHG en EEF, met de grootste bijdrage van EEF in het Middellandse Zeegebied (vooral op Sardinië, Sicilië, Malta en onder Asjkenazische Joden), en de grootste bijdrage van WHG in Noord-Europa en onder de Basken. 
Sinds 2014 hebben verdere studies het beeld van vermenging tussen EEF en WHG verfijnd. In een analyse uit 2017 van 180 oude DNA-datasets van het neolithicum en kopertijd uit Hongarije, Duitsland en Spanje, werd bewijs gevonden van een langdurige periode van kruising. Vermenging vond regionaal plaats met lokale jagers-verzamelaarspopulaties, zodat populaties uit de drie regio's (Duitsland, Iberië en Hongarije) genetisch te onderscheiden waren in alle stadia van de neolithische periode, met een geleidelijk toenemend aandeel van WHG-voorouders bij landbouwerspopulaties in de loop van de tijd. Dit suggereert dat na de eerste expansie van vroege landbouwers er geen verdere langeafstandsmigraties waren die substantieel genoeg waren om de landbouwerspopulatie te homogeniseren, en dat landbouwers- en jagers-verzamelaarspopulaties vele eeuwen naast elkaar bestonden, met voortdurende geleidelijke vermenging gedurende 7000 tot 5000 BP (in plaats van een enkele vermenging bij het eerste contact). De vermengingsgraden varieerden geografisch. In het late neolithicum lag de WHG-afkomst onder landbouwers in Hongarije rond de 10%, in Duitsland rond de 25% en op het Iberisch Schiereiland zelfs op 50%. 
Uit analyse van de overblijfselen uit de Grotta Continenza in Italië bleek dat van de zes overblijfselen er drie, begraven tussen c. 12.000 en 9000 BP, behoorden tot I2a-P214: twee met de maternale haplogroepen U5b1 en één U5b3. Rond 8000 BP werden de WHG van Italië bijna volledig genetisch vervangen door EEF, hoewel de WHG-afkomst in de daaropvolgende millennia licht toenam. 
Neolithische individuen op de Britse Eilanden stonden dicht bij de Iberische en Centraal-Europese vroege en midden-neolithische populaties, gemodelleerd als ongeveer 75% afkomstig van EEF, terwijl de rest afkomstig was van WHG in continentaal Europa. Ze vervingen vervolgens het grootste deel van de WHG-populatie op de Britse Eilanden zonder zich er veel mee te vermengen. 
Er wordt geschat dat de WHG tussen de 20 en 30% afkomst bijdroegen aan neolithische EEF-groepen in heel Europa. Specifieke aanpassingen tegen lokale ziekteverwekkers kunnen via de mesolithische WHG-bijmenging in neolithische EEF-populaties zijn geïntroduceerd. 
Uit een onderzoek naar mesolithische jagers-verzamelaars uit Denemarken bleek dat ze verwant waren aan gelijktijdige westelijke jagers-verzamelaars en geassocieerd waren met de Maglemose-, Kongemose- en Ertebølle- culturen. Ze vertoonden genetische homogeniteit van ongeveer 10.500 tot 5.900 BP, totdat de neolithische landbouwers met Anatolische voorouders arriveerden. De overgang naar het neolithicum was zeer abrupt en resulteerde in een populatieomslag met een beperkte genetische bijdrage van lokale jagers-verzamelaars. De daaropvolgende neolithische populatie wordt geassocieerd met de trechterbekercultuur. 

## Fysieke verschijning

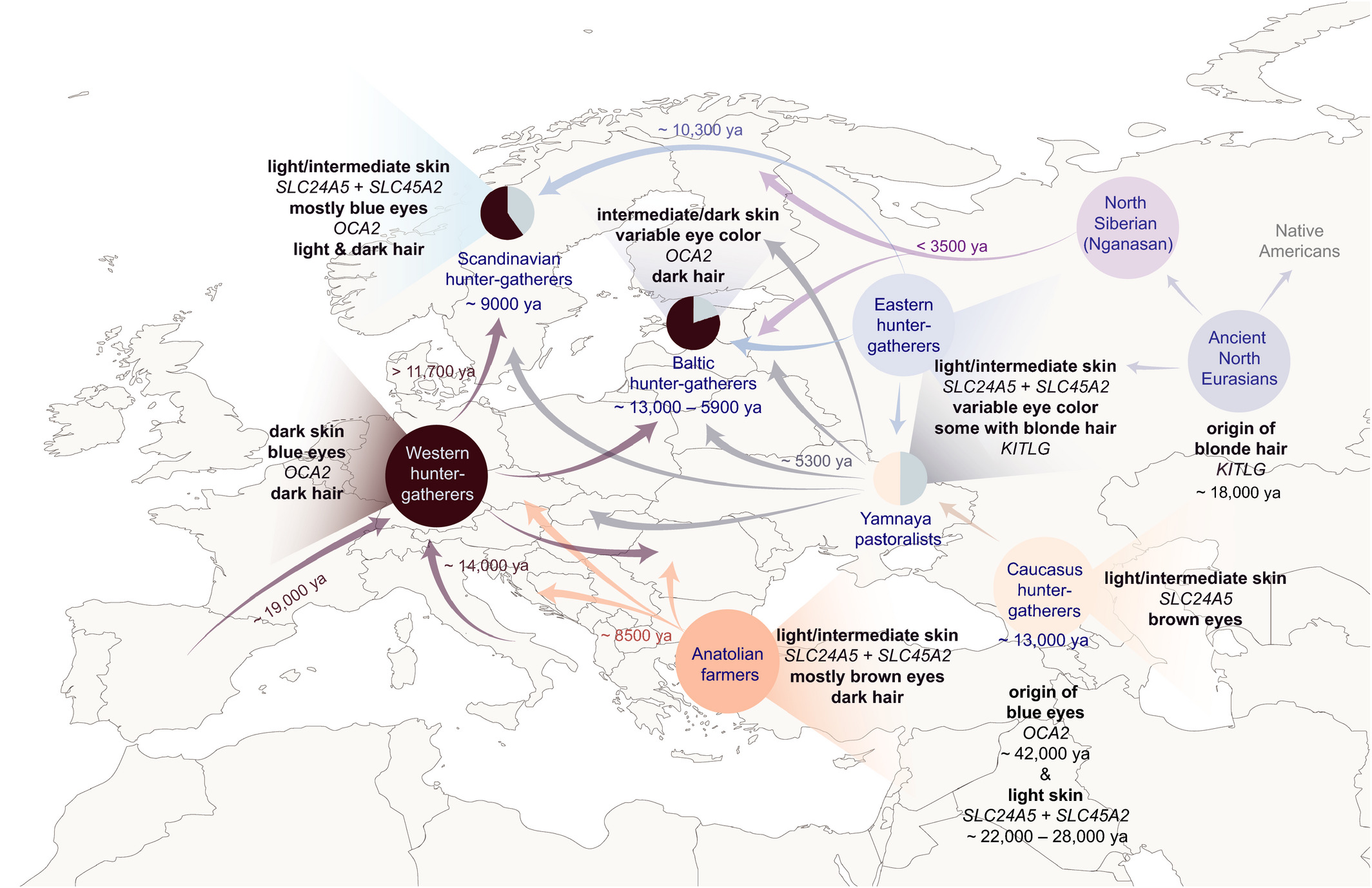
Evolutie van fenotypes uit het laatpaleolithicum en neolithicum in Eurazië. Donkerhuidige westelijke jagers-verzamelaars woonden in West-Europa en breidden zich in zekere mate uit naar Noord- en Oost-Europa.

DNA-analyse toonde aan dat westelijke jagers-verzamelaars doorgaans een donkere huid, donker haar en blauwe ogen hadden. De donkere huid was een erfenis van de oorspronkelijke migratie van moderne mensen uit Afrika (alle Homo sapiens-populaties hadden aanvankelijk een donkere huid), terwijl de blauwe ogen het resultaat waren van een variatie in hun OCA2-gen, wat leidde tot depigmentatie van de iris. 
Graeme Warren vermoedde dat hun huidskleur varieerde van olijfbruin tot zwart, en dat ze mogelijk regionale variaties in oog- en haarkleur hadden. Dit was opvallend anders dan de verre verwante oostelijke jagers-verzamelaars (EHG), van wie wordt aangenomen dat ze een lichte huid hadden, bruine of blauwe ogen en donker of licht haar. 
Volgens een onderzoek uit 2020 heeft de komst van vroege Europese landbouwers (EEF's) uit westelijk Anatolië tussen 8500 en 5000 BP, samen met Westelijke steppeherders tijdens de bronstijd, geleid tot een snelle evolutie van de Europese populaties naar een lichtere huid en lichter haar. 
Sommige auteurs hebben voorzichtigheid betracht ten aanzien van reconstructies van huidpigmentatie: Quillen et al. (2019) erkennen studies die over het algemeen aantonen dat een lichtere huidskleur ongebruikelijk was in een groot deel van Europa tijdens het mesolithicum, maar waarschuwen dat reconstructies van het pigmentatiefenotype van het mesolithicum en neolithicum met behulp van loci die algemeen voorkomen in moderne populaties met enige voorzichtigheid moeten worden geïnterpreteerd, aangezien het mogelijk is dat andere, nog niet onderzochte loci ook het fenotype hebben beïnvloed. 
Uit onderzoek in 2024 naar de genomische voorouders en de sociale dynamiek van de laatste jagers-verzamelaars van Atlantisch Frankrijk is gebleken dat er tijdens het laat-mesolithicum in Frankrijk fenotypisch gezien enige diversiteit was, waarbij twee van de de WHG die in het onderzoek zijn gesequenced waarschijnlijk een lichte tot gemiddelde huidskleur hadden, maar de meeste van de bestudeerde individuen de donkere huid en blauwe ogen hadden die kenmerkend waren voor de WHG. 